# Brodmanngebied 8

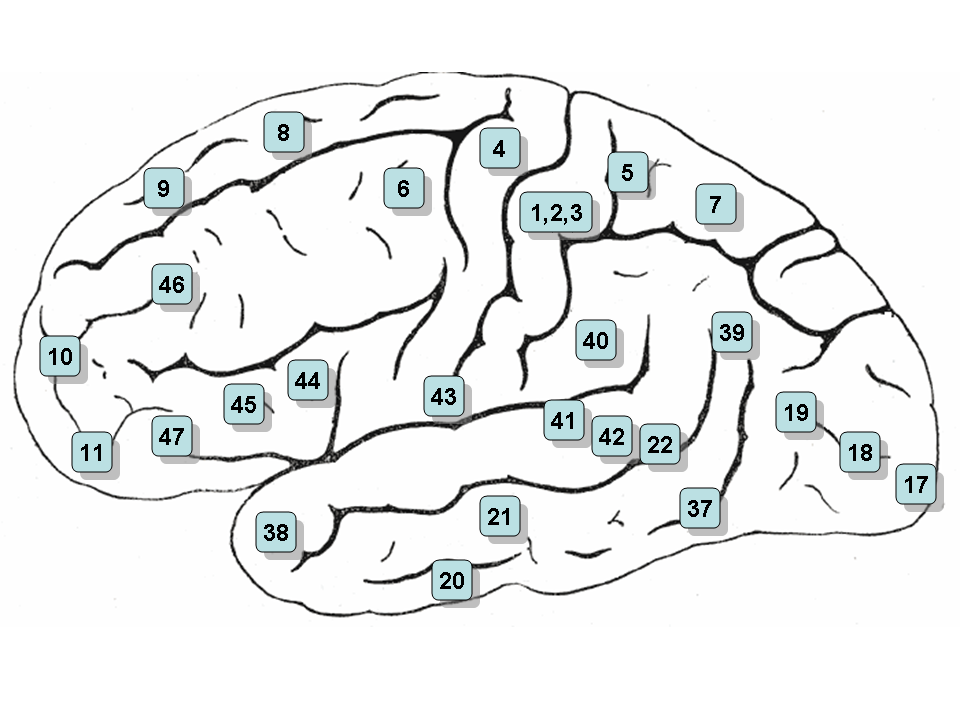
Linker aanzicht van de menselijke hersenen met de schorsvelden van Brodmann

Brodmanngebied 8 of de area frontalis intermedia is een van de gebieden van Brodmann in de hersenen, een gebied in de frontale kwabben. De histologische kenmerken zijn beschreven door de Duitse neuroanatoom Korbinian Brodmann. Het gebied wordt ook frontaal blikcentrum genoemd, omdat het bij het aansturen van willekeurige oogbewegingen actief is, Engels: frontal eye field FEF. Het frontale blikcentrum ligt net voor de premotorische schors.
Het frontale blikcentrum maakt deel uit een netwerk voor het aansturen van oogbewegingen, zoals de oculomotore neuronen, die de zenuwbanen naar de oogspieren aansturen, de colliculi superiores en de cortex parietalis posterior. Het frontale blikcentrum stuurt daarbij de colliculi superiores aan op twee manieren:
- Het zendt een motorisch commando uit naar de colliculi superiores en
- het heft inhibitie van dezelfde gebied op, via een signaal naar de nucleus caudatus in de basale kernen.

Het frontale blikcentrum reguleert vooral de willekeurige  oogbewegingen en saccades, oogsprongen, de colliculi superiores, de onvrijwillige of reflexmatige saccades. De signalen van beide gebieden convergeren in de oculumotore neuronenkernen in de hersenstam, in het schema aangeduid als 'oculomotor' gebied. Hierdoor kunnen deze systemen een soort onderlinge strijd aangaan, waarbij bijvoorbeeld het vrijwillige systeem het onvrijwillige systeem onderdrukt of afbreekt. 
Een belangrijke bron van inkomende signalen voor het frontale blikcentrum is de cortex parietalis posterior, area 7 in het schema. Dit gebied stuurt onder andere de visuele selectieve aandacht aan op posities in de ruimte. Volgens Mesulam bevat het frontale blikcentrum een representatie waarop het oriënteren in de omgeving en exploratieve beweging in de omgeving is gebaseerd.
|  |  |